# Afra
Afra (poln latinski naziv Afra versio) je afriška različica Vetus Latine, starega latinskega prevoda Biblije iz grščine v latinščino. Prevod je nastal konec 2. stoletja v okolici Kartagine, skratka na ozemlju, kjer je bilo poznavanje gerškega jezika med ljudmi v vsem Rimskem cesarstvu najslabše. Prevod ni enoten in ni delo le enega avtorja, ampak je nastajal postopno in nekoordinirano, tako da lahko pri posamezni knjigi obstaja tudi več različic. Dokumentiran je zlasti v delih sv. Ciprijana.